# Faustyn Juliusz Cengler
Faustyn Juliusz Cengler (ur. 15 lutego 1828 w Krakowie, zm. 29 kwietnia 1886 tamże) – rzeźbiarz, wykonawca popiersi, posągów religijnych oraz nagrobków, utrzymanych w stylistyce akademickiego realizmu.

## Życiorys
W latach 1841–1843 kształcił się w Szkole Sztuk Pięknych w Krakowie pod kierunkiem Karola Ceptowskiego. Na dalsze studia wyjechał do Drezna, skąd z powodu wydarzeń politycznych w 1849 r. powrócił do Krakowa. Dalsze studia podjął na Akademii Sztuk Pięknych w Wiedniu, gdzie przebywał przez niemal 8 lat, a następnie w Monachium i Paryżu, aby w końcu 1858 osiąść na stałe w Warszawie.
Był inicjatorem zbiórki pieniędzy na rzecz wmurowania urny z sercem Hugona Kołłątaja w kościele w Wiśniowej. Dokonał tego osobiście w 1882 roku. Wykonał montaż nagrobka wojewody Jana Tarły wykonanego w pracowni Jana Jerzego Plerscha w 1752–1753 dla kościoła o.o. pijarów po przeniesieniu do kościoła Matki Bożej Łaskawej w Warszawie.
Większość dorobku Cenglera uległa zniszczeniu, najlepsze przykłady jego twórczości zachowały się na cmentarzu Powązkowskim w Warszawie.
Zmarł samobójczo w krakowskim hotelu.

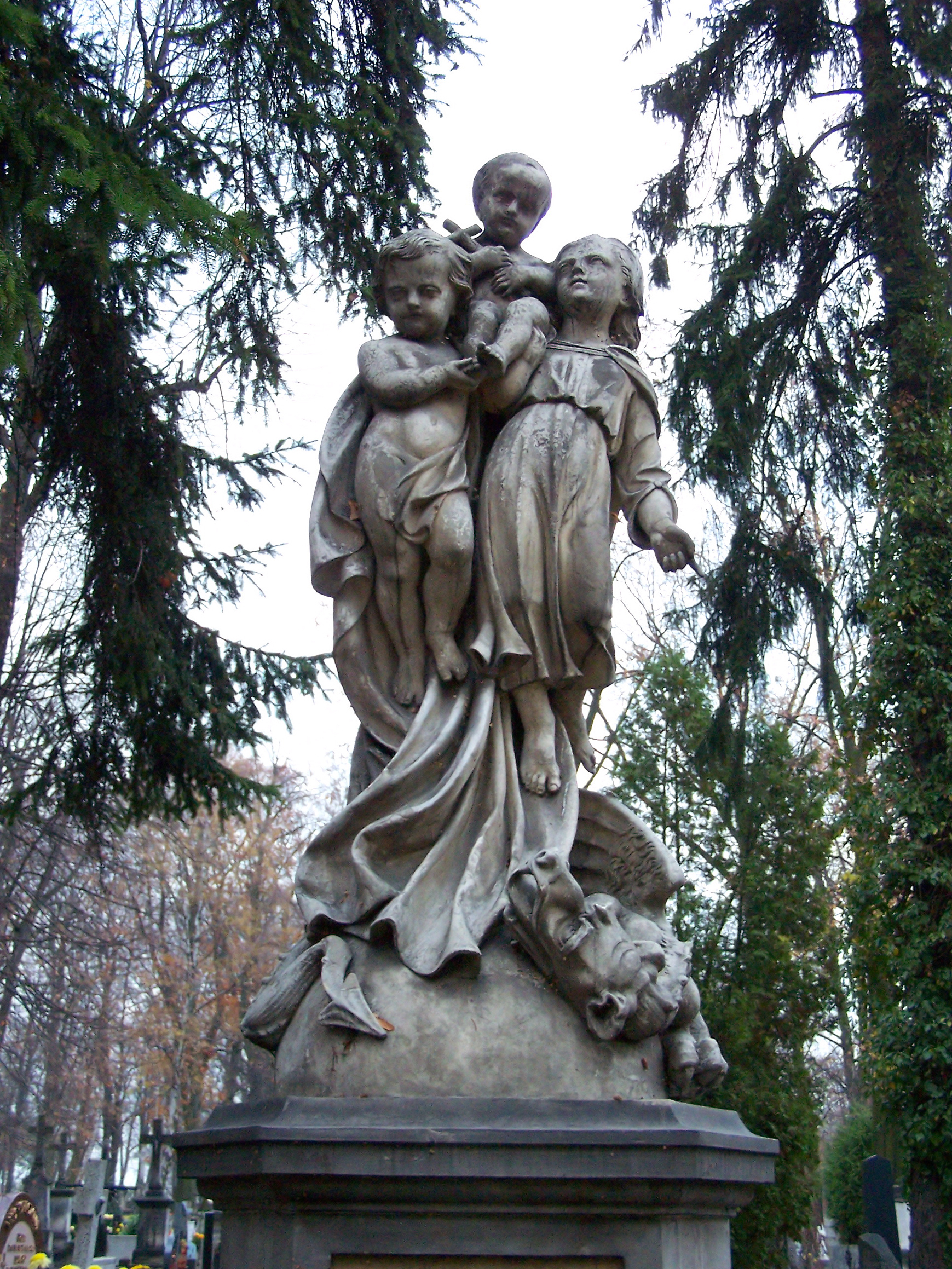
Nagrobek dzieci Kańskich na Starym Cmentarzu Rzymskokatolickim w Piotrkowie Trybunalskim
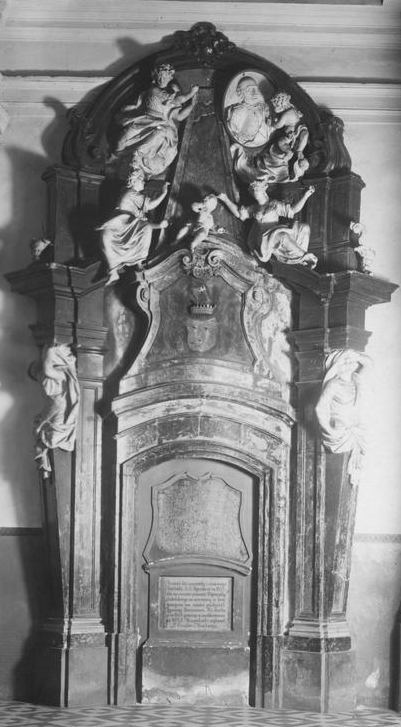
Nagrobek wojewody Jana Tarły z pracowni Jana Jerzego Plerscha w 1752–1753 dla kościoła o.o. pijarów, złożony przez Faustyna Cenglera w kościele Matki Bożej Łaskawej stan przed 1939
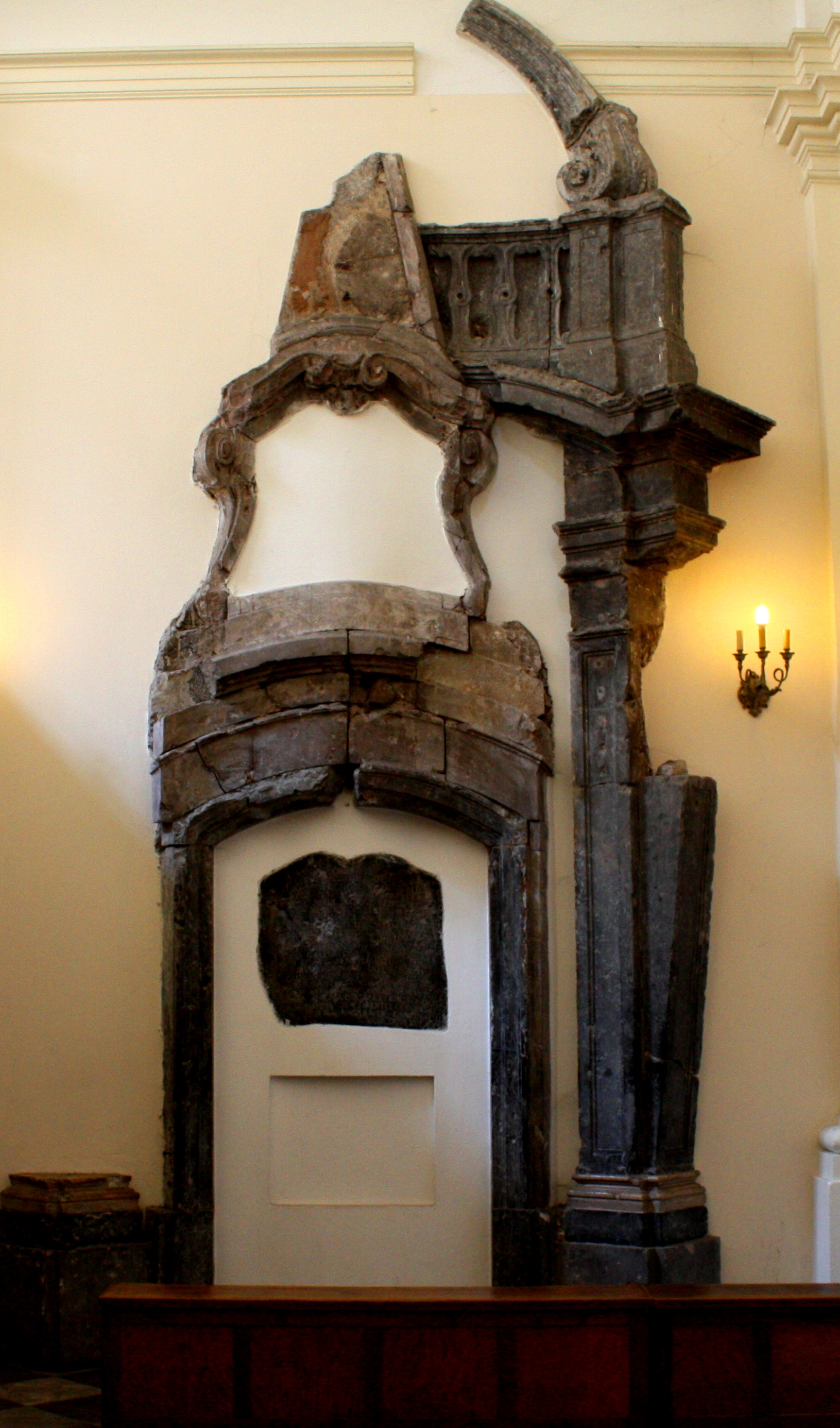
Nagrobek wojewody Jana Tarły 1945–2010
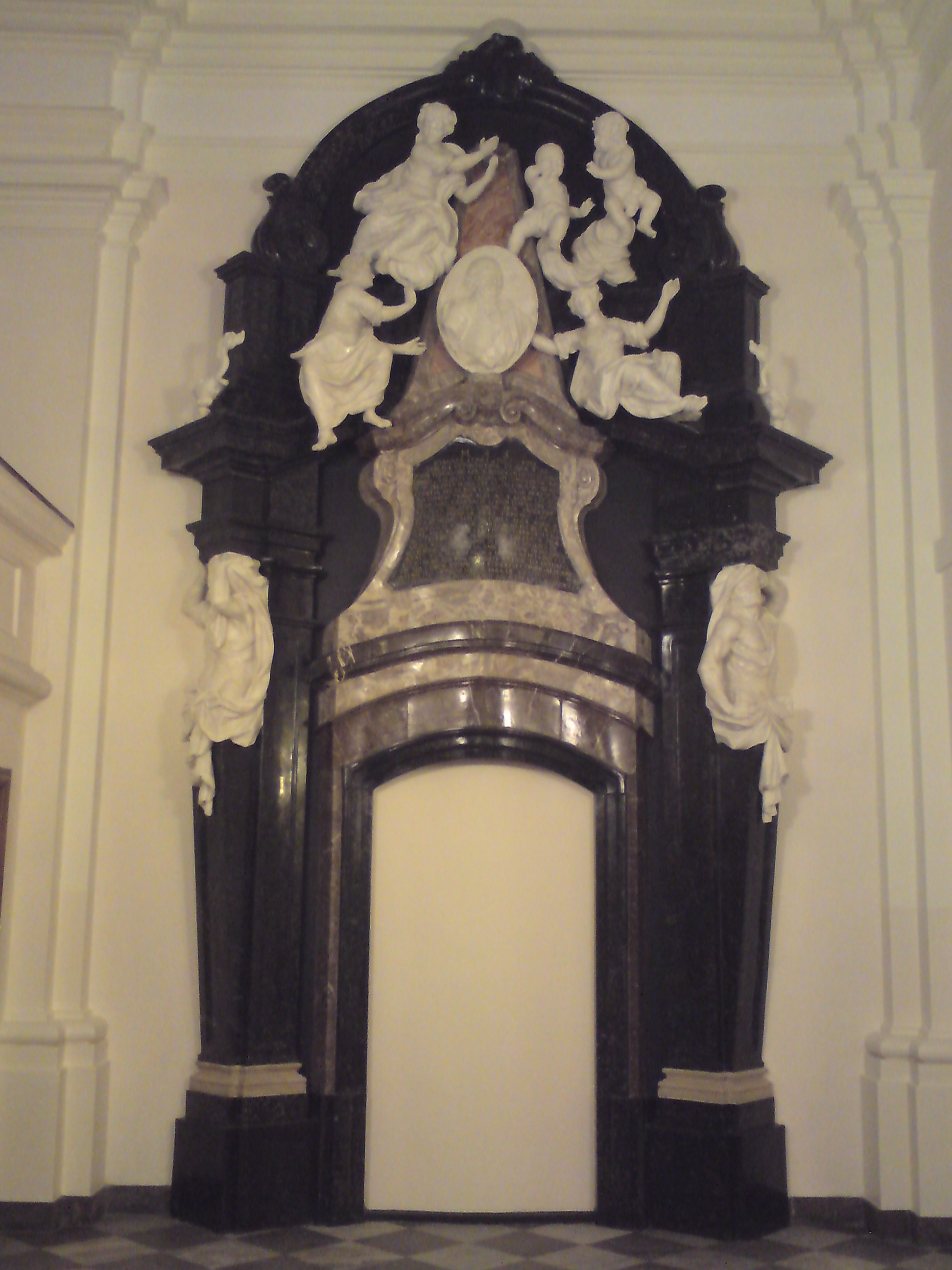
Nagrobek wojewody Jana Tarły po scaleniu i konserwacji w 2010

## Literatura dodatkowa
- Zygmunt Batowski: Cengler Faustyn. W: Polski Słownik Biograficzny. T. 3: Brożek Jan – Chwalczewski Franciszek. Kraków: Polska Akademia Umiejętności – Skład Główny w Księgarniach Gebethnera i Wolffa, 1937, s. 227–228. Reprint: Zakład Narodowy im. Ossolińskich, Kraków 1989, ISBN 83-04-03291-0